# Gen selector
Los genes selectores son genes que regulan la secuencia de los procesos de diferenciación embrionaria en el tiempo y en el espacio a lo largo de los ejes, que son determinados por la actividad de los genes posicionales: mediante la producción de factores de transcripción especifican en el plano corpóreo general las numerosas regiones donde se formarán los varios órganos y tejidos, operación denominada "modelado" (patterning).
Las primeras observaciones sobre el sistema de genes de formación de patrones se efectuaron hace más de 70 años, con el descubrimiento del primer grupo de mutaciones en Drosophila que provocaban perturbaciones extrañas en la organización de la mosca adulta. Por ejemplo, en la mutación Antennapedia de la cabeza surgen patas en vez de antenas, mientras que en la mutación bithorax aparecen porciones de un par extra de alas donde normalmente deberían surgir unos apéndices mucho más pequeños denominados balancines. Estas mutaciones, llamadas homeóticas, transforman unas partes del cuerpo en estructuras adecuadas para otras posiciones. Un grupo completo de genes selectores homeóticos determina el carácter anteroposterior de los segmentos de la mosca. Estos mismos genes tienen un papel crucial en el modelaje del cuerpo de otros animales, incluidos los seres humanos.

## Los genes selectores como marcadores de dirección
Los genes selectores homeóticos se activan primero en el blastodermo. Desde que se clonó el ADN completo de los complejos Antennapedia y bithorax se dispone de sondas de ADN que permiten establecer el mapa del patrón espacial de transcripción de cada uno de los genes selectores homeóticos mediante hibridación in situ. Las conclusiones obtenidas de estos estudios son sorprendentes: según una primera aproximación, habitualmente cada gen homeótico selector se expresa en las regiones que se desarrollan con anomalías, por ejemplo debido a una mala colocación, si el gen está ausente o mutado. De esta forma se puede considerar a los productos de los genes selectores como marcadores moleculares de dirección de las células de cada parasegmento.
Si se cambian los marcadores de dirección, el parasegmento se comporta como si estuviera colocado en otro lugar. Debido a que los genes de segmentación contribuyen al control de la activación de los genes selectores homeóticos, el patrón de expresión del gen homeótico selector se sitúa en el mismo registro que los límites de los parasegmentos definidos por medio de los productos de genes de regla par y de polaridad de segmento. De esta forma la combinación del producto de un gen homeótico selector (o una suma de tales productos) con un conjunto de productos de genes de segmentación definirá con precisión una sola dirección, que únicamente tomarán las células de una subdivisión de un segmento.
Aunque el patrón de expresión de los genes selectores homeóticos sufre ajustes complejos a medida que avanza el desarrollo, estos genes continúan jugando un papel crucial en el transcurso del desarrollo posterior de la mosca. De algún modo equipan a las células con una memoria de su valor posicional.

## Regulación y mecanismo de acción de los genes selectores
Los productos de los genes selectores homeóticos son proteínas reguladoras de genes, todos son homólogos entre sí y todos contienen una secuencia homeobox muy conservada que codifica un homeodominio de unión a ADN (de una longitud de 60 aminoácidos) en las proteínas correspondientes.
Aunque muchos otros genes también contienen un homeobox, el tipo de secuencia homeobox encontrada en los genes selectores homeóticos es característica. En los complejos de genes Antennapedia y bithorax existen 8 genes selectores homeóticos a los que, por convenio, nos referiremos colectivamente como complejo HOM. Sus secuencias codificantes están repartidas en medio de una cantidad mucho mayor de ADN regulador -cerca de un total de 650.000  pares de nucleótidos. Este ADN incluye localizaciones para la fusión de los productos de genes de polaridad del huevo y de genes de segmentación, como bicoid, hunchback y even-skipped.
El ADN regulador del complejo HOM actúa como un intérprete de las muchas unidades de información posicional que le proporcionan todos estos factores y, como respuesta ante ellos, decidirá si se transcribe un grupo determinado de genes selectores homeóticos o no. Sin embargo, todavía existen grandes incógnitas acerca de cómo se organiza el sistema de control HOM y cómo actúa.
Una característica notable es que la secuencia en la que los genes se ordenan a lo largo del cromosoma tanto en el complejo Antennapedia como en el bithorax, se corresponde casi exactamente con el orden en que los genes se expresan a lo largo del eje corporal. Es como si los genes fueran activados en serie por un proceso que se extiende cada vez más lejos a lo largo del cromosoma en proporción directa a un indicador intracelular de distancia, presente a lo largo del eje corporal. No está claro si estas órdenes son tan solo un accidente evolutivo o si realmente reflejan la implicación de algún mecanismo que se propaga a lo largo del cromosoma, aunque ésta es una característica del complejo HOM altamente conservada en el curso de la evolución.
El complejo HOM sirve para diferenciar cada parasegmento del siguiente, pero el número de genes selectores homeóticos es más pequeño que el número de parasegmentos. Por ejemplo, el complejo bithorax contiene sólo tres genes, pero de él dependen las diferencias entre 10 parasegmentos. Además, existen muchas mutaciones, que afectan a diferentes localizaciones del complejo, y que alteran el carácter anteroposterior de únicamente un solo parasegmento o incluso de parte de un parasegmento. La mayoría de estas mutaciones se encuentran en regiones de control no codificantes y que también están ordenadas a lo largo del cromosoma en una secuencia que imita hasta el más mínimo detalle el orden anatómico de las regiones que afectan. Esto sugiere que las diferencias entre las regiones del cuerpo no se definen únicamente por la presencia de productos de varios genes selectores homeóticos, sino más sutilmente por alguna clase de diferencia persistente en los estados de las regiones de control asociadas con los genes. Desde este punto de vista, una región de control no debe describirse como un simple interruptor sino como algo más parecido a un microchip de ordenador: recibe entradas de información (en forma de factores reguladores y otras moléculas que se unen a él), produce una respuesta de salida (en forma de órdenes de transcribir o no el gen homeótico selector), y puede almacenar un rastro de memoria (una unidad de información posicional) que afecta el modo en que las entradas de información calculan las salidas de información. De este modo el valor posicional de una célula no se reflejará necesariamente en un nivel fijo de expresión de los genes selectores homeóticos sino en un modo de control particular de este gen en respuesta a las condiciones cambiantes.
Una posible explicación de este rastro de memoria es que el mecanismo implique una retroalimentación positiva, en la que el producto de un gen, una vez producido, estimule su propia transcripción. Parece que al menos algunos genes selectores homeóticos tienen esta propiedad. Por ejemplo, el gen Deformed (perteneciente al complejo Antennapedia) tiene muchas localizaciones de unión para la proteína Deformed en su región de control superior, y en algunas células estas localizaciones son suficientes para mantener la actividad de la proteína una vez ésta se ha desencadenado
No obstante, estos efectos autoestimuladores no son suficientes para mantener el rastro de memoria en la mayoría de las células. Se ha descubierto que es necesario un conjunto adicional completo de genes, llamado grupo Polycomb, para mantener inactivos a los genes selectores homeóticos no expresados: si se inactiva cualquiera de los genes del grupo Polycomb mediante mutaciones, los genes selectores homeóticos se activan primero siguiendo un patrón normal, pero luego se activan de forma indiscriminada por todo el embrión.